# Tomelilla
Tomelilla es una ciudad en la provincia de Escania, Suecia.

## División administrativa

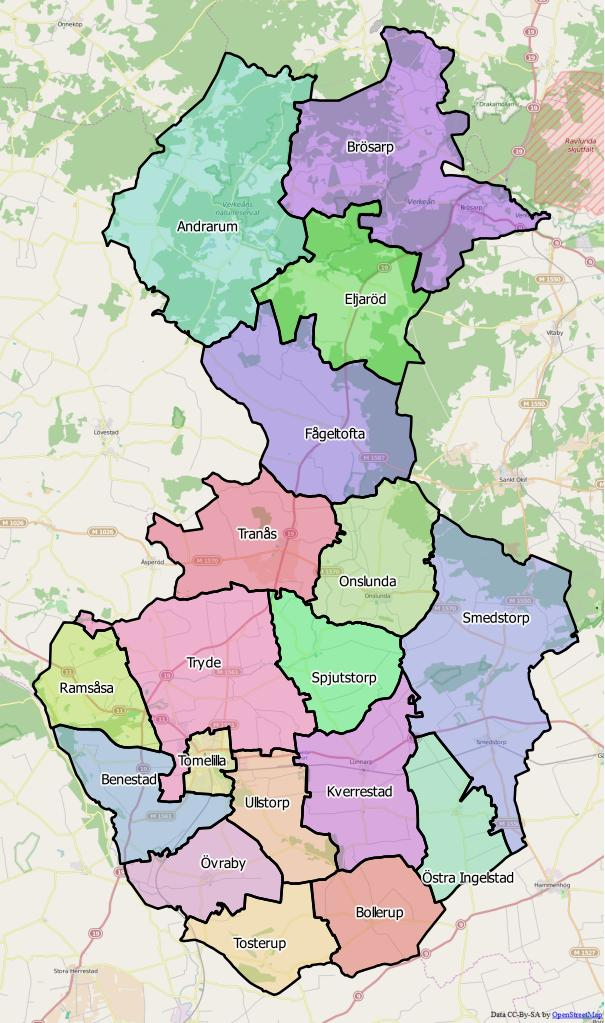
Distritos de la comuna de Tomelilla

Hasta 2016 el municipio, para la presentación de informes poblacionales, se dividió en:
- Brösarp-Tranås församling
- Smedstorps församling
- Tomelillabygdens församling

A partir del mismo año el municipio se dividió en los distritos:
- Andrarum
- Benestad
- Bollerup
- Brösarp
- Eljaröd
- Fågeltofta
- Kverrestad
- Onslunda
- Ramsåsa
- Smedstorp
- Spjutstorp
- Tomelilla
- Tosterup
- Tranås
- Tryde
- Ullstorp
- Östra Ingelstad
- Övraby